# Independence Bowl 2022
Match précédent Match suivant
L'Independence Bowl 2022 est un match de football américain de niveau universitaire joué après la saison régulière de 2022, le 23 décembre 2022 au Independence Stadium situé à Shreveport dans l'État de Louisiane aux États-Unis. 
Il s'agit de la 46e édition de l'Independence Bowl.
Le match met en présence l'équipe des Ragin' Cajuns de Louisiane issue de la Sun Belt Conference et l'équipe des Cougars de Houston issue de l'American Athletic Conference.
Il débute à 14 heures locales (21 heures en France) et est retransmis à la télévision par ESPN.
Sponsorisé par la société « Radiance Technologies », le match est officiellement dénommé le 2022 Radiance Technologies Independence Bowl.
Houston remporte le match sur le score de 23 à 16. 

## Présentation du match
Il s'agit de la 10e rencontre entre les deux équipes, Houston ayant remporté six matchs pour trois à Louisiana. La dernière rencontre a eu lieu le 7 octobre 2006 avec la victoire de 31 à 28 lors d'un match de saison régulière joué à Houston.
| Équipes                                                                                             | Couleurs | Conférences | Entraîneurs                          | Stats. saison rég. | Classements avant le bowl | Classements avant le bowl | Classements avant le bowl |
| --------------------------------------------------------------------------------------------------- | -------- | ----------- | ------------------------------------ | ------------------ | ------------------------- | ------------------------- | ------------------------- |
| Équipes                                                                                             | Couleurs | Conférences | Entraîneurs                          | Stats. saison rég. | CFP                       | AP                        | Coaches                   |
| Ragin' Cajuns de Louisiane                                                                          |          | Sun Belt    | Michael Desormeaux (en) (1re saison) | 6 - 6              | NC                        | NC                        | NC                        |
| Cougars de Houston                                                                                  |          | AAC         | Dana Holgorsen (en) (4e saison)      | 7 - 5              | NC                        | NC                        | NC                        |
| - Arbitre : Scott Hardin (C–USA) - Équipe donnée favorite par les bookmakers : Houston par 7 points |          |             |                                      |                    |                           |                           |                           |

### Ragin' Cajuns de Louisiane
Avec un bilan global en saison régulière de 6 victoires et 6 défaites (4-4 en matchs de conférence), Louisiana est éligible et accepte l'invitation pour participer à l'Independence Bowl 2022.
Ils terminent 4e de la Division West de la Sun Belt Conference derrière #24 Troy, South Alabama et Southern Miss.
À l'issue de la saison 2022 (bowl non compris), ils n'apparaissent pas dans les classements CFP, AP et Coaches.
La défense a été un des points forts de Louisiana pendant la saison régulière, celle-ci se classant 25e du pays au nombre de retournements de situation (turnovers). Son attaque est privée de son quarterback titulaire Ben Wooldridge qui est blessé ainsi que de son wide receiver Michael Jefferson qui fait l'impasse sur le match afin de se présenter à la prochaine draft de la NFL.
Il s'agit de leur première participation à l'Independence Bowl.
| Logo     | Postes                                                   | Joueurs                                                  | Statistiques                                                      |
| -------- | -------------------------------------------------------- | -------------------------------------------------------- | ----------------------------------------------------------------- |
|          | Quarterback                                              | Ben Wooldridge                                           | 138/244 passes réussies pour 1 661 yards, 15 TDs, 5 interceptions |
| Coureur  | Chris Smith                                              | 112 courses pour 576 yards nets gagnés et 4 TDs          |                                                                   |
| Receveur | Michael Jefferson                                        | 51 réceptions pour 810 yards et 7 TDs                    |                                                                   |
| Effectif | Listing et statistiques du roster 2022 des Ragin' Cajuns | Listing et statistiques du roster 2022 des Ragin' Cajuns |                                                                   |

### Cougars de Houston
Avec un bilan global en saison régulière de 7 victoires et 5 défaites (5-3 en matchs de conférence), Houston est éligible et accepte l'invitation pour participer à l'Independence Bowl 2022.
Ils terminent 5e de la American Athletic Conference derrière #16 Tulane, UCF, Cincinnati et SMU.
À l'issue de la saison 2022 (bowl non compris), ils n'apparaissent pas dans les classements CFP, AP et Coaches.
L'attaque de Houston est enmenée par le quarterback Clayton Tune (en) lequel avec un bilan provisoire de 101 touchdowns inscrits n'est qu'à un touchdown du record ACC sur une saison détenu par Tanner Mordecai (en). Il poura compter sur son wide receiver Nathaniel Dell qui se présentera à la prochaine draft de la NFL. Par contre la défense semble être le point faible de l'équipe, celle-ci étant classée 110e du pays au nombre de points inscrits.
Il s'agit de leur première participation à l'Independence Bowl. Ce match est le dernier de Houston en tant que membre de l'AAC puisque les Cougars rejoindront la Big 12 Conference en 2023.
| Logo     | Postes                                             | Joueurs                                            | Statistiques                                                       |
| -------- | -------------------------------------------------- | -------------------------------------------------- | ------------------------------------------------------------------ |
|          | Quarterback                                        | Clayton Tune                                       | 316/469 passes réussies pour 3 845 yards, 37 TDs, 10 interceptions |
| Coureur  | Clayton Tune                                       | 117 courses pour 449 yards nets gagnés et 5 TDs    |                                                                    |
| Receveur | Matthew Golden                                     | 36 réceptions pour 567 yards et 7 TDs              |                                                                    |
| Effectif | Listing et statistiques du roster 2022 des Cougars | Listing et statistiques du roster 2022 des Cougars |                                                                    |